# Ребекка Мейдер
Ребекка Чі Мейдер (англ. Rebecca Leigh Mader; нар. 24 квітня 1977, Кембридж, Англія, Велика Британія) — англійська акторка.

## Життєпис
Народилася 24 квітня 1977 року в Кембриджі, Англія. Деякий час працювала моделлю в Нью-Йорку, знялася в рекламі таких компаній, як L'Oréal, Colgate і Wella. Акторську кар'єру вона розпочала у 2000 році. Найбільш відомі її ролі в серіалах «Всі мої діти», «Правосуддя» і «Загублені», а також ролі у фільмах «Диявол носить Прада» і «Божевільний спецназ».

## Вибрана фільмографія
| Фільми      | Фільми                                   | Фільми                             | Фільми                   |
| Рік         | Українською мовою                        | Мовою оригіналу                    | Роль                     |
| ----------- | ---------------------------------------- | ---------------------------------- | ------------------------ |
| 2006        | Диявол носить Прада                      | The Devil Wears Prada              | Джослін                  |
| 2009        | Божевільний спецназ                      | The Men Who Stare at Goats         | Дебора Вілтон            |
| 2013        | Залізна людина 3                         | Iron Man 3                         | агент в потогінному цеху |
| Телебачення |                                          |                                    |                          |
| Рік         | Українською мовою                        | Мовою оригіналу                    | Роль                     |
| 2000        | Медіган                                  | Madigan Men                        | Кім                      |
| 2003        | Всі мої діти                             | All My Children                    | Морган Гордон            |
| 2004        | Саманта: Каникули американської дівчинки | Samantha: An American Girl Holiday | Корнелія                 |
| 2005        | Закон і порядок: Суд присяжних           | Law & Order: Trial by Jury         | Мелані Ферріс            |
| 2008—2010   | Загублені                                | Lost                               | Шарлотта Льюїс           |
| 2011        | Люди Альфа                               | Alphas                             | Гриффін                  |
| 2012        | Білий комірець                           | White Collar                       | Эбигайль Кинкейд         |
| 2012        | Межа                                     | Fringe                             | Джесіка Голт             |
| 2014—2016   | Якось у казці                            | Once Upon a Time                   | Зла відьма Заходу/Зеліна |